# Hossam Ghaly
Hossam Ghaly (حسام غالي, * 15. Dezember 1981 in Kafr asch-Schaich) ist ein ägyptischer ehemaliger Fußballspieler.

## Werdegang

### Verein
Ghaly wird meist im defensiven oder rechten Mittelfeld eingesetzt. Er stammt aus der Jugendabteilung des erfolgreichsten ägyptischen Fußballvereins al Ahly Kairo. Bevor er im Januar 2006 für drei Millionen Euro nach London zu den „Spurs“ wechselte, war er drei Jahre Profi bei Feyenoord Rotterdam in den Niederlanden.
Seit dem 10. Mai 2007 war die Zukunft von Ghaly ungewiss. An diesem Tag wurde er im Premier-League-Spiel gegen die Blackburn Rovers in der ersten Hälfte für den verletzten Steed Malbranque eingewechselt und dann später wieder ausgewechselt. Als Reaktion zog er sein Trikot aus und schleuderte es wutentbrannt auf den Boden. Es folgten höhnische Gesänge der eigenen Fans, eine Disziplinarmaßnahme sowie letztendlich auch eine Entschuldigung des Spielers. Dennoch spielte Ghaly seit diesem Tag kein Spiel mehr. Ein fast perfekter Wechsel zu Birmingham City, scheiterte im August 2007, als er sich über die Trainingsbedingungen beschwerte. Im Januar 2008 wechselte er schließlich auf Leihbasis für den Rest der Spielzeit zum Tabellenschlusslicht Derby County. Nach dem halben Jahr in Derby kehrte er zu den „Spurs“ zurück. Da er in der Hinrunde 2008/2009 in keinem Wettbewerb zum Einsatz kam, wechselte er in der Winterpause für zwei Millionen Euro zu Al-Nasr.

### Nationalmannschaft
Ghaly spielt für die Ägyptische Fußballnationalmannschaft, mit denen er 2006 Afrikameister wurde. Zudem war er Stammspieler der ägyptischen U-21-Nationalmannschaft, die 2001 bei der WM in Argentinien die Bronzemedaille holte.

## Erfolge
- Ägyptischer Pokalsieger: 2003 mit al Ahly Kairo
- Afrikanischer Superpokal-Sieger: 2002 mit al Ahly Kairo